# تییگو
تییگو (به پرتغالی: Willian Thiego de Jesus) مدافع اهل کشور برزیل بود که در شهر آراکاخو و در تاریخ ۲۲ ژوئیهٔ ۱۹۸۶ به دنیا آمد.
تییگو در تیم‌های فوتبال Sergipe، Grêmio، Kyoto Sanga F.C. سابقهٔ حضور داشت.
او در حادثه سقوط هواپیمای تیم شاپه‌کوئنزه برزیل در ۲۸ نوامبر ۲۰۱۶ درگذشت.